# Trag amin-asocirani receptor
Trag amin-asocirani receptor, skraćeno TAAR, a isto tako poznati kao trag aminski receptori, skraćeno TAR ili TA, su klasa G protein-spregnutih receptora identifikovanih 2001. godine.
Ovim receptorima je posvećena znatna doza pažnje na akademskim institucijama i u farmaceutskoj industriji jer se smatra da su endogeni receptori za trag amine, metaboličke derivate klasičnih biohenih amina i psihostimulanas amfetamina i metamfetamina.
Utvrđeno je 2004. godine da je kod sisara TAAR1 verovatno receptor za tironamine, dekarboksilisane i dejodirane metabolite tiroidnih hormona, dok su mišji mTAAR2 - mTAAR9 receptori najverovatnije mirisni receptori za volatilne amine.

## TAAR receptori
Lista TAAR receptora pojedinih genoma sisara:
- Čovek — 7 gena (TAAR1, TAAR2, TAAR3, TAAR5, TAAR6, TAAR8, TAAR9) i 2 pseudogena
- Šimpanza — 3 gena i 6 pseudogena
- Miš — 15 gena i 1 pseudogen
- Pacov — 17 gena i 2 pseudogena
- Zebrica — 112 gena i 4 pseudogena
- Žaba — 3 gena i 0 pseudogena
- — 25 gena i 1 pseudogen
- — 25 gena i 1 pseudogen

## Spoljašnje veze
- „Trace Amine Receptors”. IUPHAR Database of Receptors and Ion Channels. International Union of Basic and Clinical Pharmacology. Архивирано из оригинала 24. 03. 2014. г.